# Ectasia dei dotti mammari
Per  ectasia dei dotti mammari in campo medico, si intende una dilatazione dei dotti galattofori.

## Conseguenze
Anche se inizialmente la malattia non presenta sintomi di rilievo, possono comportare cisti che una volta rotte portano ad una mastite (se vengono infettate)

## Epidemiologia
Colpisce le donne prevalentemente dopo la menopausa, molto raramente è stato riscontrato anche in infanzia.

## Esami
Mammografia, risonanza magnetica e biopsia sono gli esami utili per diagnosticare l'anomalia.